# Take Me to Your Future
Take Me to Your Future je album složené z studiových skladeb a záznamů z koncertů skupiny Hawkwind. Album vyšlo v roce 2006 pod značkou Voiceprint Records.

## Seznam skladeb
| Audio  | Audio                                       | Audio                       | Audio |
| Pořadí | Název                                       | Autor                       | Délka |
| ------ | ------------------------------------------- | --------------------------- | ----- |
| 1.     | Uncle Sam’s on Mars (nová verze)            | Calvert, Brock, House, King | 8:18  |
| 2.     | Small Boy (z alba Centigrade 232)           | Calvert, Brock              | 3:16  |
| 3.     | The Reality of Poverty                      | Morley, Brock               | 9:08  |
| 4.     | Ode to a Timeflower (z alba Centigrade 232) | Calvert, Brock              | 4:05  |
| 5.     | Silver Machine (remix)                      | Calvert, Brock              | 6:58  |

| Video  | Video                                           | Video |
| Pořadí | Název                                           | Délka |
| ------ | ----------------------------------------------- | ----- |
| 6.     | Images (z DVD Space Bandits)                    |       |
| 7.     | Utopia (z DVD Australia 2000)                   |       |
| 8.     | Assassins of Allah (z DVD Winter Solstice 2005) |       |
| 9.     | The Golden Void (z DVD Treworgey Tree Fayre)    |       |
| 10.    | Steppenwolf                                     |       |
| 11.    | Don't be Donkish (Hawkfest 2002 a 2003)         |       |
| 12.    | Paradox                                         |       |

## Obsazení
- Robert Calvert – zpěv
- Dave Brock – kytara, klávesy, zpěv
- Alan Davey – baskytara, zpěv
- Richard Chadwick – bicí
- Simon House – housle (3)
- Arthur Brown – zpěv (3)
- Lemmy – zpěv (5)